# Carolina Allier
Carolina Allier (Ciudad de México, México, 13 de diciembre de 1941) es una exjugadora mexicana de bádminton que compitió nacional e internacionalmente durante los años 1960 en las diferentes categorías de singles femenil, dobles femenil y mixtos.

## Biografía
Carolina estuvo clasificada entre las mejores badmintonistas mexicanas de singles en los años 1960s y, junto con Antonio Rangel, fueron la pareja mexicana más exitosa en la categoría de mixtos durante dicha década.
En 1958, Carolina Allier ganó por primera vez un título en el Campeonato Nacional de Bádminton de México. A lo largo de su carrera deportiva, Carolina ganaría otros 22 títulos más en dicha competencia.
Además, entre 1964 y 1968, Carolina Allier ganó 5 títulos en el Campeonato Nacional Abierto de México.

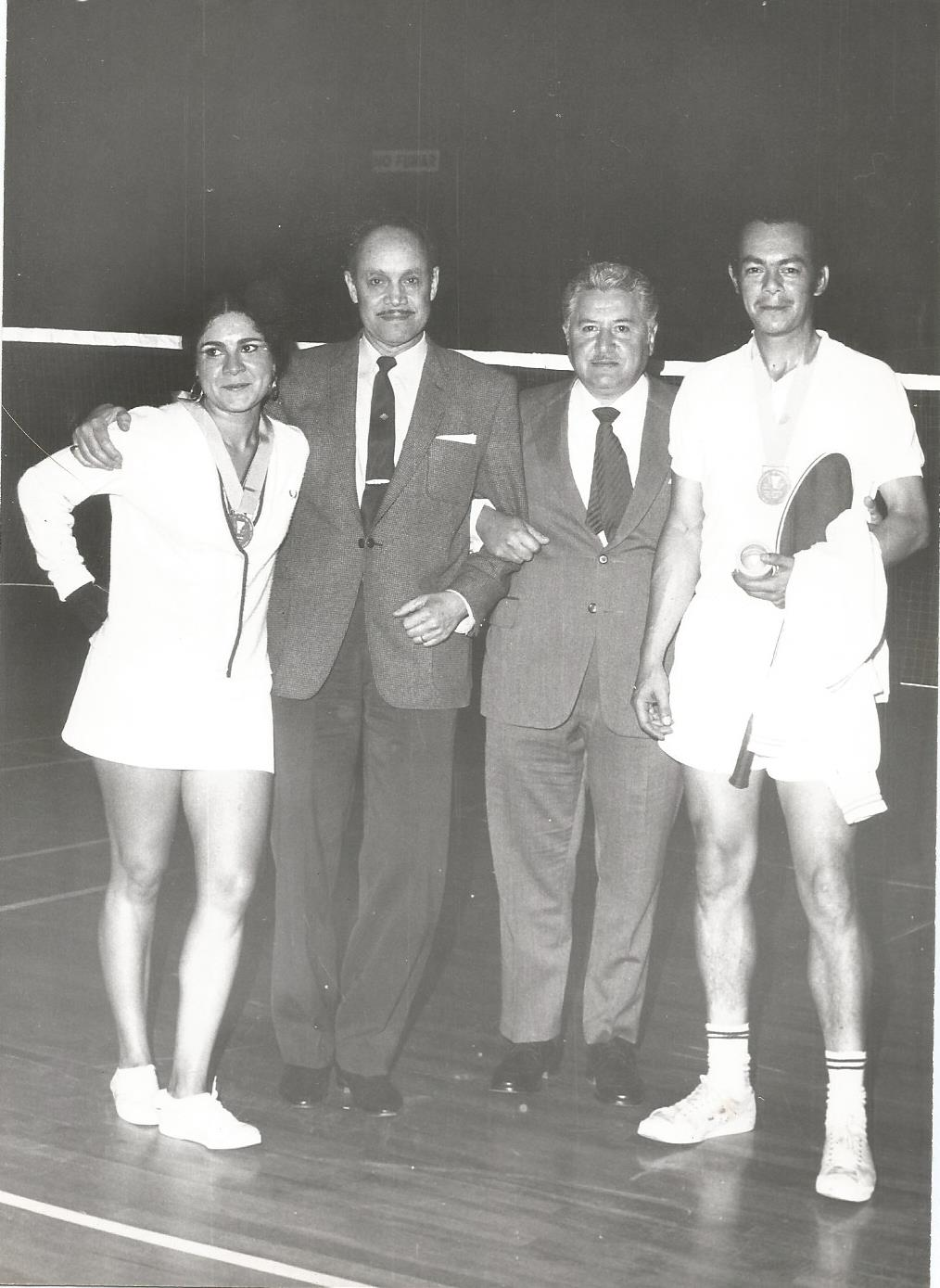
Imagen correspondiente a la ceremonia de premiación de la pareja de Mixtos, del Campeonato Nacional de 1970. De izquierda a derecha, Carolina Allier, Guillermo Allier, Víctor Jaramillo (Presidente de la Federación Mexicana de Bádminton) y Guillermo Allier Jr.

Es hermano del también badmintonista Guillermo Allier, quien destacó a inicios y mediados de la década de los 60, y que fue integrante del histórico primer equipo mexicano que disputó la Copa Thomas de 1964 en contra de Japón, y que volvería a ser seleccionado nacional en las ediciones de 1967 contra Canadá y en 1970 contra Estados Unidos.  

## Carrera deportiva[1]

### Campeonato Nacional de Bádminton de México
| Año  | Torneo                                     | Categoría       | Lugar | Nombre                                 |
| ---- | ------------------------------------------ | --------------- | ----- | -------------------------------------- |
| 1958 | Campeonato Nacional de Bádminton de México | Mixtos          | 1     | Fernando Molinar / Carolina Allier     |
| 1960 | Campeonato Nacional de Bádminton de México | Single femenils | 1     | Carolina Allier                        |
| 1960 | Campeonato Nacional de Bádminton de México | Dobles femenil  | 1     | Ernestina Rivera / Carolina Allier     |
| 1962 | Campeonato Nacional de Bádminton de México | Singles femenil | 1     | Carolina Allier                        |
| 1963 | Campeonato Nacional de Bádminton de México | Mixtos          | 1     | Antonio Rangel / Carolina Allier       |
| 1963 | Campeonato Nacional de Bádminton de México | Singles femenil | 1     | Carolina Allier                        |
| 1963 | Campeonato Nacional de Bádminton de México | Dobles femenil  | 1     | Ernestina Rivera / Carolina Allier     |
| 1964 | Campeonato Nacional de Bádminton de México | Mixtos          | 1     | Antonio Rangel / Carolina Allier       |
| 1964 | Campeonato Nacional de Bádminton de México | Dobles femenil  | 1     | Lucero Soto / Carolina Allier          |
| 1965 | Campeonato Nacional de Bádminton de México | Mixtos          | 1     | Antonio Rangel / Carolina Allier       |
| 1965 | Campeonato Nacional de Bádminton de México | Singles femenil | 1     | Carolina Allier                        |
| 1965 | Campeonato Nacional de Bádminton de México | Dobles femenil  | 1     | Ernestina Rivera / Carolina Allier     |
| 1966 | Campeonato Nacional de Bádminton de México | Singles femenil | 1     | Carolina Allier                        |
| 1967 | Campeonato Nacional de Bádminton de México | Singles femenil | 1     | Carolina Allier                        |
| 1967 | Campeonato Nacional de Bádminton de México | Dobles femenil  | 1     | Rosario de Villareal / Carolina Allier |
| 1968 | Campeonato Nacional de Bádminton de México | Mixtos          | 1     | Guillermo Allier / Carolina Allier     |
| 1968 | Campeonato Nacional de Bádminton de México | Singles femenil | 1     | Carolina Allier                        |
| 1968 | Campeonato Nacional de Bádminton de México | Dobles femenil  | 1     | Lucero Soto / Carolina Allier          |
| 1969 | Campeonato Nacional de Bádminton de México | Mixtos          | 1     | Guillermo Allier / Carolina Allier     |
| 1969 | Campeonato Nacional de Bádminton de México | Singles femenil | 1     | Carolina Allier                        |
| 1969 | Campeonato Nacional de Bádminton de México | Dobles femenil  | 1     | Lucero Soto / Carolina Allier          |
| 1970 | Campeonato Nacional de Bádminton de México | Dobles femenil  | 1     | Rosario de Villareal / Carolona Allier |
| 1970 | Campeonato Nacional de Bádminton de México | Mixtos          | 1     | Guillermo Allier / Carolina Allier     |
| 1975 | Campeonato Nacional de Bádminton de México | Dobles femenil  | 1     | Josefina de Tinoco / Carolina Allier   |

### Campeonato Nacional Abierto de México
| Año  | Torneo                                | Categoría       | Lugar | Nombre                        |
| ---- | ------------------------------------- | --------------- | ----- | ----------------------------- |
| 1964 | Campeonato Nacional Abierto de México | Dobles femenil  | 1     | Lucero Soto / Carolina Allier |
| 1966 | Campeonato Nacional Abierto de México | Singles femenil | 1     | Carolina Allier               |
| 1967 | Campeonato Nacional Abierto de México | Singles femenil | 1     | Carolina Allier               |
| 1968 | Campeonato Nacional Abierto de México | Singles femenil | 1     | Carolina Allier               |
| 1968 | Campeonato Nacional Abierto de México | Dobles femenil  | 1     | Lucero Soto / Carolina Allier |

### Otras competiciones
- 1964 - Jugando de pareja de Antonio Rangel, ganaron el título de mixtos en el IV Campeonato Abierto de Texas, al derrotar a la pareja norteamericana formada por George y Lana Harman de Ponca City, Oklahoma.[3]

## Reconocimientos
- Con motivo de los festejos por el 75 aniversario del Centro Deportivo Chapultepec, en 2015 a su hermano y a ella les otorgaron, junto con otras personalidades del deporte mexicano, el libro Centro Deportivo Chapultepec, tradición y compromiso, por haber sido parte de la historia de dicho deportivo, del bádminton mexicano y de la historia del deporte en México.